# Sinagoga de Viadana
La sinagoga de Viadana, inacabada en su proyecto neoclásico del siglo XIX y actualmente abandonada, se encuentra en via Bonomi 31. De propiedad privada, no es un lugar de culto, pero ocasionalmente alberga eventos culturales.

## Historia
La comunidad judía de Viadana llegó a la región desde Alemania en 1443. Se instaló alrededor del castillo Gonzaga, detrás de la piazza Manzoni, y utilizó una primera sinagoga que estaba en el último piso de vía Bonomi 29, que estuvo en funcionamiento desde 1532 hasta finales del siglo XIX. Su interior se encontraba completamente decorado con frescos, de los que actualmente solo quedan cinco pinturas de este oratorio conservados en el Museo Cívico Parazzi.
Los judíos adinerados de Viadana decidieron en 1839 construir una nueva sinagoga y confiaron el proyecto al arquitecto Carlo Visioli, autor de la sinagoga de Sabbioneta, muy activo en la provincia y ciudad de Cremona, y diseñador también de importantes iglesias. Su proyecto prefigura un templo audaz con características clásicas con vistas a la calle, muy cerca del oratorio de San Filippo. La cúpula se encontraba claramente visible sobre los techos de las casas circundantes del gueto.
La Diputación Municipal aprobó su construcción, pero tuvo feroz oposición por parte del arcipreste Angelo Aroldi, así como del obispo de Cremona, Bartolomeo Casati. Estos apelaron al delegado provincial real imperial recordando que la "publicidad" del culto está reservada para solo la religión dominante, es decir, la católica. Los demandantes ganan y los judíos recurren a un templo alejado del oratorio, cuya entrada no se abre a la vía pública y cuya cúpula permanece oculta por los techos de los modestos edificios contiguos. Ni siquiera así, menos visible, se inaugura el nuevo templo; por razones desconocidas, la sinagoga permanece inacabada, pero la parte construida, que sugiere una obra de gran belleza, todavía se puede admirar en Viadana.
Lo que queda de la sinagoga es una gran sala circular coronada por una cúpula con ventanas sostenida en las paredes por ocho altas columnas y grandes arcos. El matroneo está tapiado. Desde la entrada aún se pueden ver las escaleras que se suponía que debían conducir hacia ella, pero aparentemente parece que nunca se completó.
El interior no tiene decoraciones; los muebles pertenecientes a la comunidad nunca fueron colocados, quedando situados en una habitación contigua que sirvió de sinagoga durante el período de la construcción. Escondidos en 1943, durante la ocupación nazi, por Giacomo Delfini bajo los barriles de la cava Corte Puttina, fueron devueltos y trasladados a Mantua después de la guerra. La sinagoga se vendió y se utilizó durante más de 30 años como taller de carpintería.
En los últimos años se ha redescubierto el valor histórico y artístico del edificio. La sinagoga fue reabierta al público —después de haber estado cerrada a los visitantes durante más de cien años— por los actuales propietarios, la familia Marcheselli, durante el Festival Lodoviciano de 2004 y desde entonces se ha utilizado ocasionalmente para eventos culturales.